# Stoové
Stoové, soms geschreven  als Stoove, is een achternaam vermoedelijk afkomstig uit Duitsland en/of Frankrijk. Alle in Nederland wonende Stoovés hebben als gemeenschappelijke stamouder Jürgen Stufe, geboren op 14 juli 1659 en overleden op 4 april 1729 in Bockhop, Keurvorstendom Hannover. De achternaam werd veranderd toen Hinrich Stufe (13 augustus 1722 - 26 oktober 1769) en diens zoon Johann Henrich Stufe (20 april 1760 - 14 december 1825) emigreerden naar Nederland en de namen Hendrik Stoove en Jan Hendrik Stoove aannamen.
Een andere familie met de achternaam Stoove kwam echter al in de 15e eeuw voor in de regio die nu bekend is als Noorderdepartement, Frankrijk.

## Bekende personen met de achternaam Stoové of Stoove
- Albert Eduard Stoové (1920-2010), Nederlands-Indisch militair
- Errol Frank Stoové (1947), Nederlands topfunctionaris